# Георгиевская (платформа, Московское направление)
Гео́ргиевская — железнодорожная платформа на московском направлении Санкт-Петербургского отделения Октябрьской железной дороги. Располагается в северо-восточной оконечности деревни Жары Тосненского района Ленинградской области, в створе Станционной улицы. Также в окрестностях платформы располагаются населённые пункты: деревня Георгиевское — в 2 км к юго-западу от платформы; деревня Красный Латыш — в 1 км к северо-востоку от платформы.
В 700 м к юго-западу от платформы проходит автодорога М10.
На платформе останавливается большинство проходящих через неё электропоездов.

## Фотографии

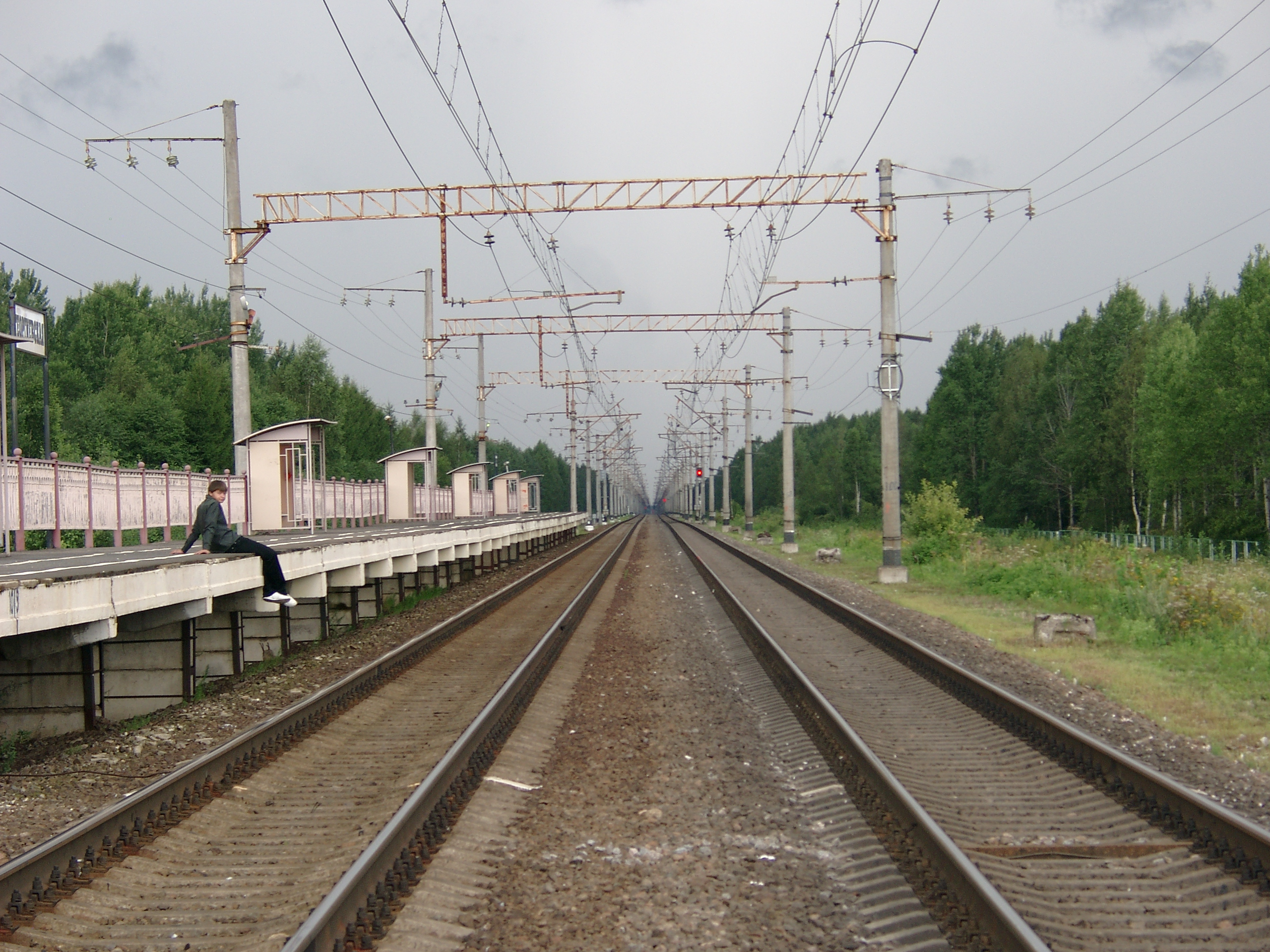
Платформа № 1 для поездов от Санкт-Петербурга
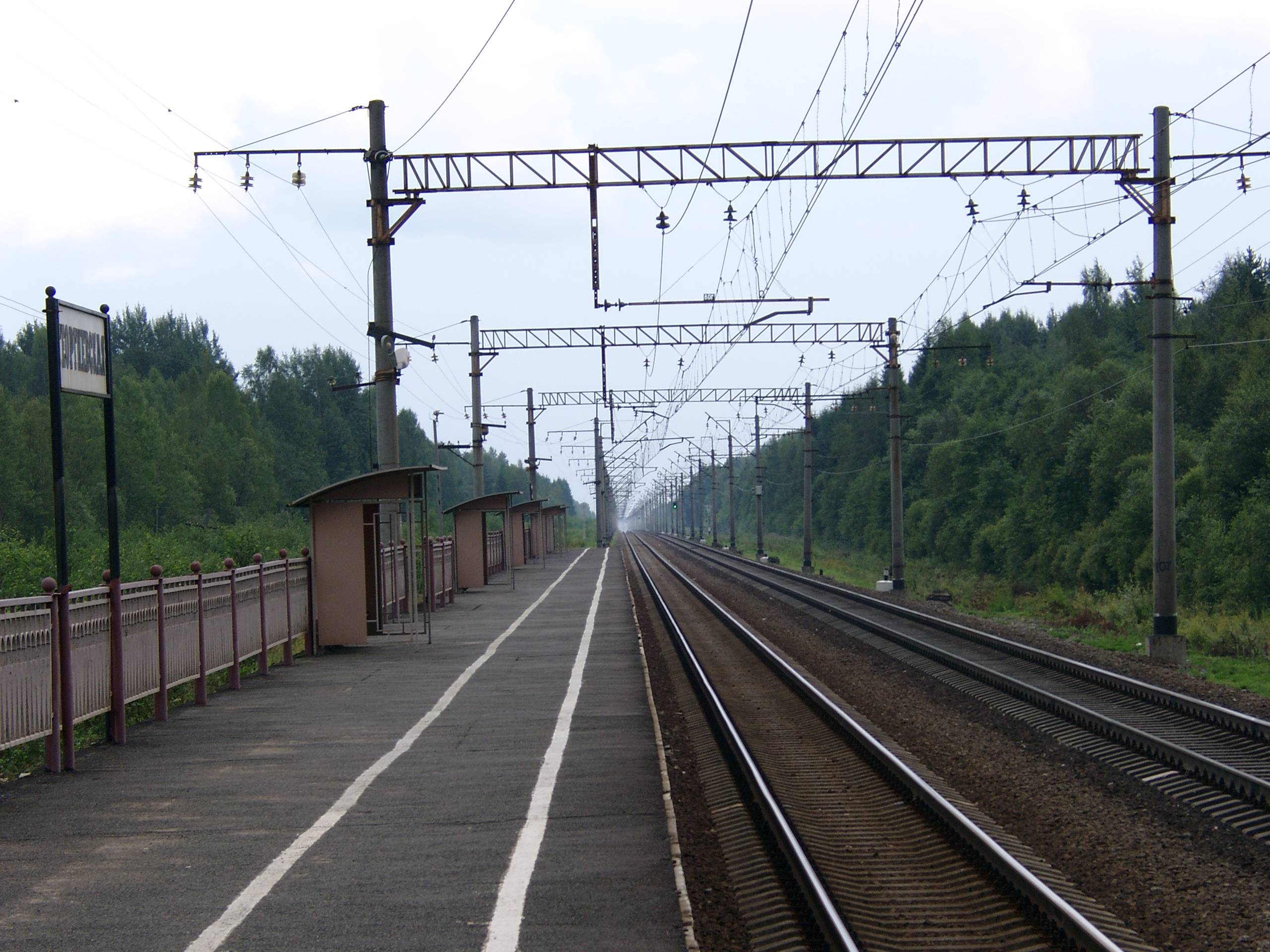
Платформа № 2 для поездов к Санкт-Петербургу
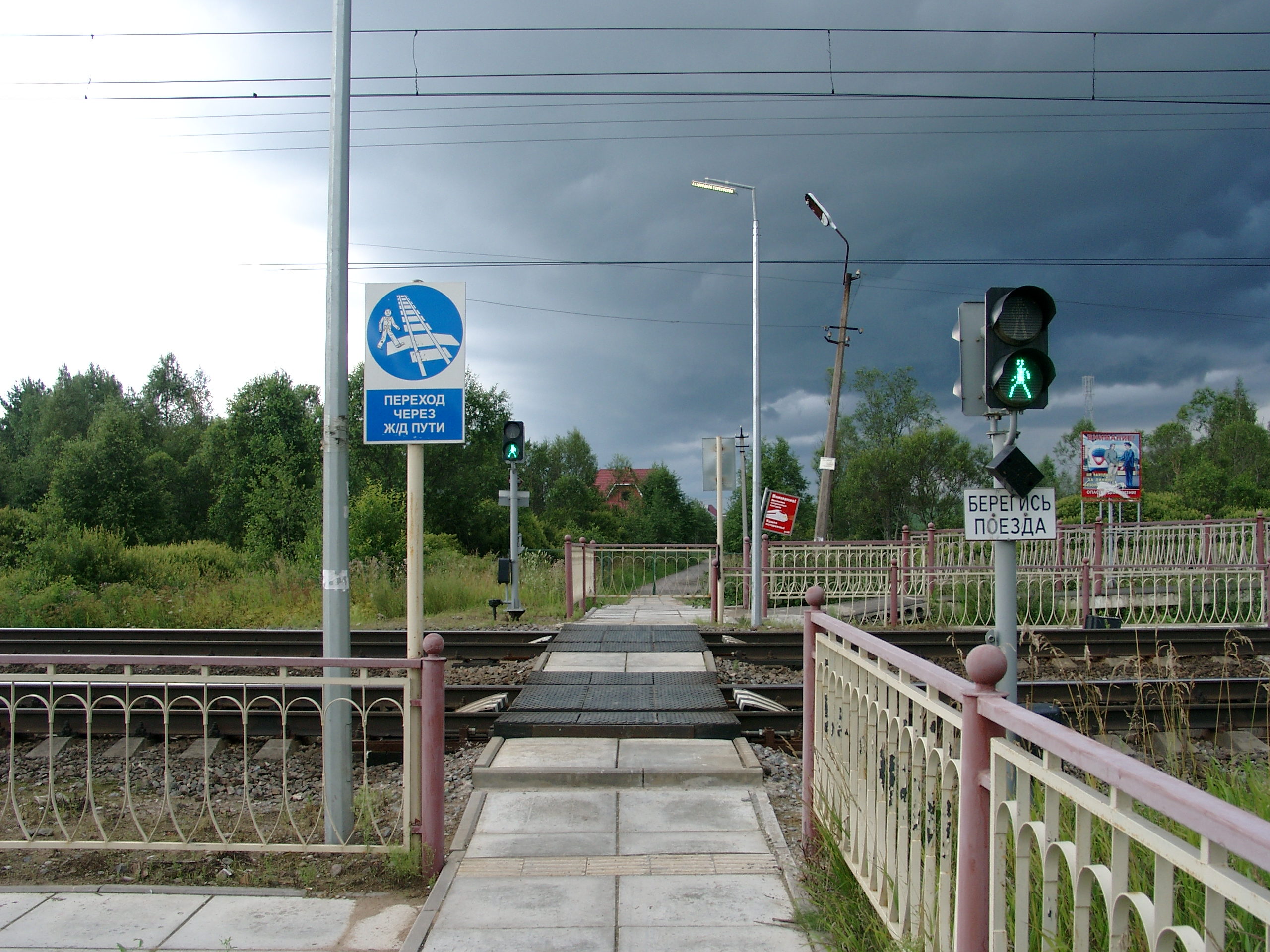
Пешеходный переход через пути
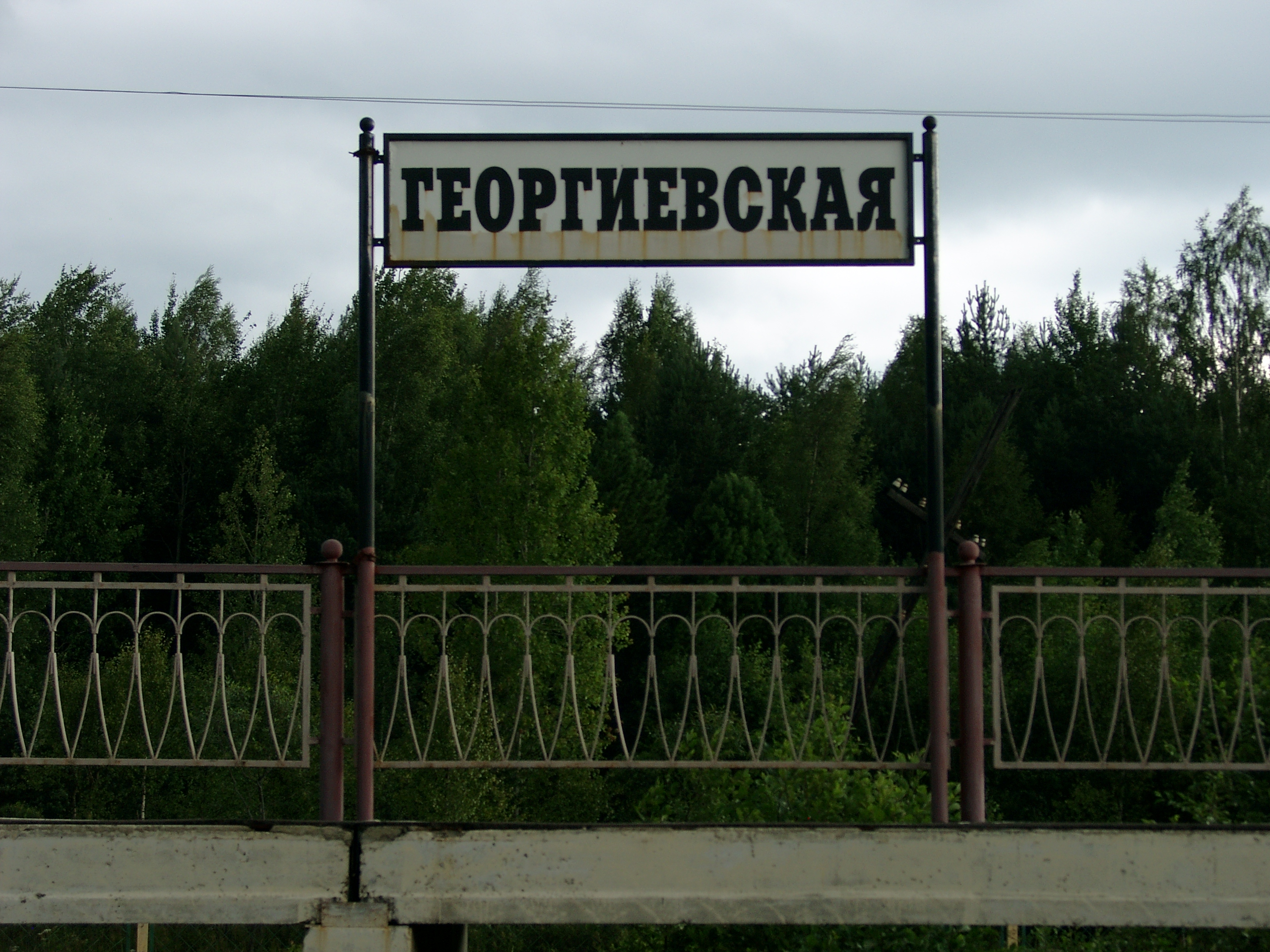
Старый указатель с названием платформы